# Serica adungana
Serica adungana är en skalbaggsart som beskrevs av Ahrens 1999. Serica adungana ingår i släktet Serica och familjen Melolonthidae. Inga underarter finns listade i Catalogue of Life.